# Liolaemus curis
Liolaemus curis — вид ігуаноподібних ящірок родини Liolaemidae. Ендемік Чилі.

## Поширення і екологія
Liolaemus curis мешкають в центральному Чилі, в регіоні О'Хіггінс, зокрема в районі Термас-дель-Флако, на північ від річки Тінгуїріка, а також в долині річки Дамас. Вони живуть на скелястих схилах гір, місцями порослих чагарниками. Зустрічаються на висоті від 1520 до 3000 м над рівнем моря. Живляться комахами, є живородними.

## Збереження
МСОП класифікує цей вид як такий, що перебуває на межі зникнення. Liolaemus curis загрожує знищення природного середовища.